# Chiesa dei Santi Cosma e Damiano (Venarotta)
La chiesa dei Santi Cosma e Damiano è la parrocchiale di Venarotta, in provincia e diocesi di Ascoli Piceno; fa parte della vicaria di Acquasanta e Ascensione-Fluvione.

## Storia
La primitiva cappella dei Santi Cosma e Damiano sorse intorno al 1332 e fu consacrata il 10 marzo 1372 dal vescovo di Ascoli Giovanni Acquaviva.
La prima pietra della nuova parrocchiale venne posta il 27 settembre 1922; l'edificio, disegnato da Francesco Tavoletti e costruito dai capimastri Mario Galanti e Corinto e Tito Trenta, fu realizzato riutilizzando materiali provenienti dall'antico luogo di culto. Il 18 luglio 1925 l'altare maggiore venne dedicato dal vescovo Apollonio Maggio e il 28 settembre 1930 il suo successore Ludovico Cattaneo consacrò la chiesa.
Tra il 1959 e il 1962 si provvide a rifare in cemento le volte e il tetto e a posare il nuovo pavimento e nel 1970 la configurazione del presbiterio venne adeguata alle norme postconciliari.

## Descrizione

### Esterno
La facciata a salienti in cemento a graniglia della chiesa, rivolta a nordest e abbellita da paraste, presenta al centro il portale d'ingresso, strombato e sormontato da una lunetta realizzata da Mario Riga nel 1934, e il rosone, mentre ai lati vi sono due nicchie ospitanti le statue ritraenti i Santi Cosma e Damiano, scolpite da Ladislav Repka.
Annesso alla parrocchiale è il campanile a base quadrata, anch'esso in cemento a graniglia, la cui cella presenta su ogni lato una monofora ed è coronata dalla cuspide.

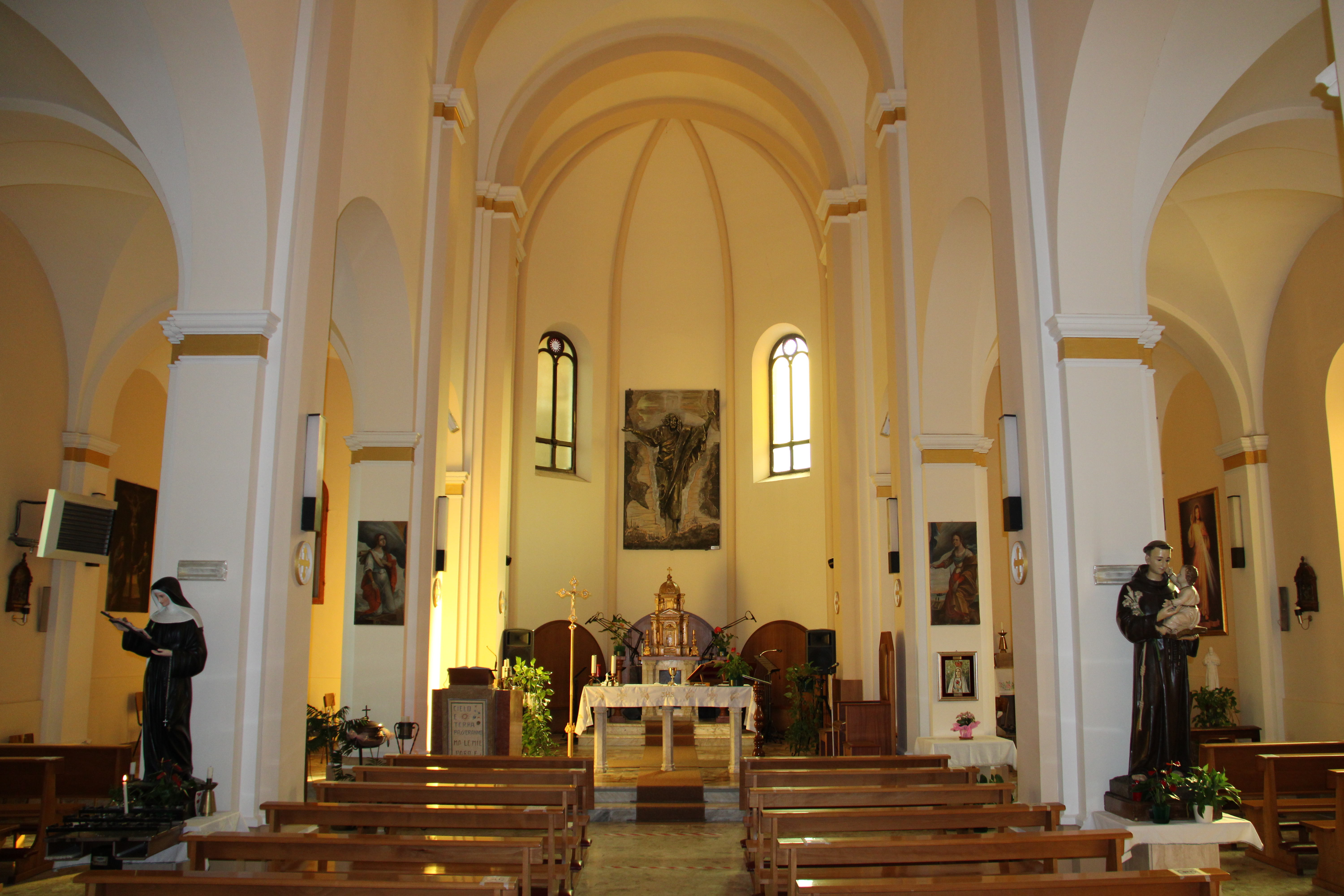
L'interno dell'edificio

### Interno
L'interno dell'edificio si compone di tre navate, separate da pilastri sorreggenti archi a tutto sesto; al termine dell'aula si sviluppa il presbiterio, rialzato rispetto alle navate, ospitante l'altare maggiore e chiuso dall'abside poligonale, sulla cui parete si aprono due monofore.
L'opera di maggior pregio qui conservata è la pala raffigurante i Santi Cosma e Damiano, dipinta da Pietro Gaudenzi nel 1948.